# Julio Salinas
Julio Salinas Fernández (Bilbao, 1962. szeptember 11. –) spanyol válogatott labdarúgó.
A spanyol válogatott tagjaként részt vett az 1986-os, az 1990-es, az 1994-es világbajnokságon.

## Statisztika
| Spanyol válogatott | Spanyol válogatott | Spanyol válogatott |
| Időszak            | Mérk.              | gól                |
| ------------------ | ------------------ | ------------------ |
| 1986               | 10                 | 5                  |
| 1987               | 2                  | 0                  |
| 1988               | 8                  | 1                  |
| 1989               | 4                  | 1                  |
| 1990               | 5                  | 1                  |
| 1991               | 0                  | 0                  |
| 1992               | 1                  | 0                  |
| 1993               | 8                  | 7                  |
| 1994               | 12                 | 7                  |
| 1995               | 4                  | 0                  |
| 1996               | 2                  | 0                  |
| Összesen           | 56                 | 22                 |